# 아자와드 민족해방운동
아자와드 민족해방운동(영어: taq ⵜⴰⵏⴾⵔⴰ ⵏ ⵜⵓⵎⴰⵙⵜ ⴹ ⴰⵙⵍⴰⵍⵓ ⵏ ⴰⵣⴰⵓⴷ[*], 프랑스어: Mouvement national de libération de l'Azawad; MNLA)는 말리 북부 영토인 아자와드의 독립을 요구하는 정치 및 군사 조직이다.
주로 투아레그족으로 구성되어 있으며, 2011년 리비아 내전 당시 주로 정부군 쪽에서 용병으로 싸우던 전사들이 전쟁 후 말리로 돌아온 뒤에 결성되었다. 초기에는 이슬람 급진 세력인 안사르딘과 함께 아자와드 지역을 통제하고, 2012년 4월 독립을 선언했다. 하지만 이후 안사르딘이나 서아프리카 지하드 통일운동과 같은 급진 이슬람주의 세력에게 밀려 주요 도시의 통제권을 잃었다. 2013년 프랑스가 개입하여 말리 정부군과 함께 아자와드 탈환을 위해 전투를 벌이자, 아자와드 민족해방운동은 정부군 편에 서서 이를 도왔다.